# ذوالفقار موساکوف
ذوالفقار موساکوف (زاده ۱۹ ژانویه ۱۹۵۸، تاشکند) کارگردان و فیلمنامه‌نویس اهل کشور ازبکستان است.

## جوایز
- هنرمند ارجمند ازبکستان (۲۰۰۶)